# Cresnyevo (Makedonszki Brod)
Cresnyevo (macedónul: Црешнево) település Észak-Macedóniában, a Délnyugati körzet Makedonszki Brod-i járásában.

## Népesség
| Lakosok száma | 522  | 604  | 579  | 483  | 358  | 267  | 231  | 169  | 102  |
|               | 1948 | 1953 | 1961 | 1971 | 1981 | 1991 | 1994 | 2002 | 2021 |

2002-ben 169 lakosa volt, akik közül 168 macedón és 1 szerb.